# Куракино (Смоленская область)
Кура́кино — деревня в Смоленской области России, в Сафоновском районе. Население – 20 жителей (2007 год) . Расположена в центральной части области в 32 км к востоку от города Сафонова, в 2 км южнее автодороги М1 «Беларусь», на берегу реки Черношейка. В 3 км к юго-востоку от деревни железнодорожная станция Алфёрово	 на линии Москва — Минск. Входит в состав Зимницкого сельского поселения.

## История
В годы Великой Отечественной войны деревня была оккупирована гитлеровскими войсками в сентябре 1941 года, освобождена в 1943 году.